# یوجین دومینگو
یوجین دومینگو (به انگلیسی: Eugene Domingo) با نام کاملیوجین روکساس دومینگو (به انگلیسی: Eugena "Eugene" Roxas Domingo)(زاده ۲۳ ژوئیهٔ ۱۹۷۱) بازیگر فیلیپینی است.
از فیلم‌های معروف او می‌توان به بازی در فیلم مرگ زیبا اشاره کرد.